# زاخاژوویتسه
زاخاژوویتسه (به لهستانی:  Zacharzowice) یک روستا در لهستان است که در گمینا ویلوویش واقع شده‌است. زاخاژوویتسه ۲۹۹ نفر جمعیت دارد.